# NK Dinamo Babinec
NK Dinamo je nogometni klub iz Babinca.
Trenutačno se natječe u 2. ŽNL